# 후쿠오카 소프트뱅크 호크스
후쿠오카 소프트뱅크 호크스(일본어: 福岡ソフトバンクホークス 후쿠오카소푸토방쿠호쿠스[*], 영어: Fukuoka SoftBank Hawks)는 일본의 프로 야구 구단으로 소속 리그는 NPB 퍼시픽 리그, 연고지는 후쿠오카현 후쿠오카시 주오구, 홈 구장은 미즈호 PayPay 돔 후쿠오카이며 2020년에 프로 야구단으로서 세계 최초로 산하에 게임단을 창단하면서 후쿠오카 소프트뱅크 호크스 게이밍을 두고 있다.

## 역사

### 난카이 시대
1944년부터 1947년까지의 긴키 니혼군·긴키 그레이트 링 시대는 포함하지 않는다.

#### 창단
1938년 3월 1일에 난카이 전기 철도를 모회사로 하는 난카이군(南海軍)이 결성되었다. 간사이 사철 계에서는 한신 전기 철도, 한신 급행 철도에 이은 세 번째 프로 야구 구단이 되었지만 한신의 호소노 노보루나 한큐의 고바야시 이치조가 난카이에 설립을 권유해 난카이의 사장에 말에 따라 결성을 결정했다고 한다. 창설 당시의 내용은 《진통의 고통을 모르는 유유함에서 태어난》과 《난카이 호크스 40년사》에 기록되어 있다.
같은 해 3월 29일에 행해진 일본 직업 야구 연맹 총회에서 가입이 승인되었다. 그 가운데 나고야 긴코군의 야마구치 이사오가 반대 의견을 냈다는 이야기가 있는데, 당시 연맹의 이사장이었던 스즈키 류지는 "오래된 이야기인데 누가 말했는가? 확실하지는 않다"고 말하고 있다. 하지만 이미 1937년부터 8개 구단으로 리그전을 개최하고 있었기 때문에 난카이가 합류한다면 9팀이 되어 한 팀은 다른 팀들의 경기일에 쉬게 되어 반대 의견이 이 때부터 나왔다고 한다. 한편 오사카 타이거스의 상무인 호소노가 난카이의 가입이 승인되지 않을 경우 연맹 탈퇴도 불사하겠다고 말한 소문도 있으나 그런 험악한 분위기는 없었다고 총회에 참석한 위원장 노구치의 증언이 있었다. 또한 당시에는 감독과 선수 총합 14명으로 인원이 부족했다. 그러나 연맹과 리그의 참가 팀들은 조건부 참가를 결정했다. 이는 춘계 리그의 시작이 가까워져 일정 편성을 조정하는데 있어 어려움이 있었다고 생각할 수 있지만 가장 큰 이유는 "선수를 보강하고 그 실력을 인정하여 추계 리그의 참가를 인정한다"는 것으로 춘계 리그에서는 참가할 수 없는 준 가맹 팀의 입장이었고, 추계 리그부터 합류하게 된다. 연고지는 오사카부 사카이시의 사카이 오하마 구장으로 결정되었다.

#### 전쟁 전
1938년 7월 22일 난카이의 첫 공식 경기인 '제2회 요미우리 우승 대회'의 대 라이온군 전이 고라쿠엔 구장에서 행해졌지만 선발 투수였던 료 세쇼가 3이닝 3실점으로 강판되는 등 8대 5로 패배했다. 7월 28일에는 사카이 오하마 구장에서 열린 한큐군과의 '난카이군 결성 기념 경기'에서 3회에 2점을 먼저 얻었으나 우천 취소되었다. 8월 27일에 추계 리그가 개막하면서 난카이는 리그 공식전 첫 경기인 도쿄 자이언츠 전(고라쿠엔 구장)에서 요미우리가 먼저 3점을 얻은 뒤 동점을 만들었으나 릴리프로 등판한 빅토르 스타루힌에게 막혔고 결승타를 맞으며 4대 3으로 패배했다. 9월 6일에 나고야 긴코군을 상대로 리그 공식전 첫 승리를 거두었지만 추계 리그에서의 최종 성적은 11승 26패 3무로 1위와 18경기 차이를 내며 9팀 중 8위에 머물렀다.
1939년에는 본거지 구장으로 나카모즈 구장이 완성되었으나 공식전은 주로 한큐 니시노미야 스타디움이나 한신 고시엔 구장에서 열렸다. 징집에서 제외된 이와모토 요시유키와 입단한지 얼마 되지 않은 쓰루오카 가즈토가 있었는데 쓰루오카는 첫 해부터 10홈런으로 구단 최초의 타이틀이 되는 홈런왕 타이틀을 차지했지만 쓰루오카도 동년을 마지막으로 전쟁에 소집되어 전쟁 이전에는 한계를 맞이했다. 리그는 연중 1시즌 제였으며 편의상 춘계·하계·추계의 3분기로 나누었는데 추계에는 좋은 성적을 거두었으나 춘계와 하계에는 승률이 낮아 통합 1위인 요미우리와 25경기 차로 5위에 머물렀다.

###### 전쟁 후
1940년대 중반에 전시 기업 통합 정책으로 인해 긴테쓰와 통합하며 긴키 닛폰으로 이름을 바꾸게 된 후, 긴키 닛폰 그레이트 링이라는 이름을 가지게 된다. 이러한 변화는 모두 모기업인 난카이 전기 철도가 경영권을 유지하면서 진행되었는데, 1947년, 난카이 호크스라는 이름을 가지게 되면서 일본 프로 야구가 퍼시픽 리그와 센트럴 리그로 분할된 1950년부터 1973년까지 24년 동안 2번의 일본 시리즈 우승과 10번의 퍼시픽 리그 우승을 거두며 니시테쓰 라이온스와 더불어 4,60년대 퍼시픽 리그를 대표하는 강호로 자리매김했다. 그러나 1970년대 중반 이후 몰락하여, 장기간의 침체기에 돌입했다. 1977년 2위를 마지막으로 1997년까지 20년간 일본 프로 야구에서 3위 이상의 성적을 거두지 못했는데(6팀 중 상위 3팀을 A클래스, 하위 3팀을 B클래스로 부름), 이는 현재까지도 일본 프로 야구의 기록으로 남아있다. 장기간의 침체와 누적되는 적자로 모기업 내부에서는 팀의 운영에 회의적인 시각이 팽배해졌지만, 호크스의 모기업인 난카이 전기철도의 회장이자 구단의 구단주이기도 한 가와카쓰 덴의 강력한 의지로 팀은 계속 보유했다.
한편, 1983년 한국 프로야구 최초로 OB 베어스가 외국 전지훈련(대만 일본)을 치를 당시 해당 팀과 연습경기를 치르면서 처음으로 일본 프로 선수들과의 맞대결을 경험했다.
그러나 1988년 가와카쓰 덴 회장의 사망과 더불어 구단은 팀 운영을 포기하여 당시 일본 수퍼마켓, 백화점 체인을 운영하는 다이에에게 구단을 매각하여 후쿠오카 다이에 호크스라는 이름으로 활동하게 되었으며 다이에 외에도 마쓰시타 전기 유니드 등이  구단 인수 물망에 올랐다.
다이에 회장인 나카우치는 당시 규슈 지역이 성장하는 아시아 무역의 중심지로 성장하리라는 비전을 가지고 있었고, 추후 확장하는 사업을 규슈 최대 도시인 후쿠오카를 중심으로 전개하려는 생각을 가지고 있었다. 그 사업의 일환으로 나카우치는 호크스의 규슈 이전을 추진, 라이온스가 떠난 후 10년 동안 공석으로 남아있던 후쿠오카로 팀을 이전했다. 과거 난카이 호크스의 최대 라이벌이었던 니시테쓰 라이온스의 본거지로의 이전이었지만, 30년 가까이 응원하던 팀을 잃고 10년 동안 프로 야구에 굶주려 있던 후쿠오카 시민은 과거의 적이었던 호크스를 큰 저항 없이 받아들였다.
나카우치는 인수 당시 10년 가까이 침체 분위기에 있던 팀을 살리고자 모기업의 자금력을 바탕으로 대대적인 투자를 감행한다. 언론의 이목을 집중시키기 위해 다부치 고이치, 오 사다하루 등 과거의 스타 플레이어 출신 감독을 영입하는 한편, 1994년부터 시작된 프리 에이전트 제도를 바탕으로 당시 전성기에 있던 세이부를 비롯한 타 구단의 스타 선수들의 영입에도 열심이었다. 그리고 아마추어 신인 드래프트에서도 풍부한 자금력을 배경으로 당시 역지명 제도를 최대한 활용 대형 신인의 영입에도 적극적으로 나서며 팀의 체질개선을 꾀했다. 그러한 일련의 과감한 투자의 절정은 당시 800억엔이라는 거금을 투입한 후쿠오카 돔의 건설이었다.
그러나 팀의 체질 개선과 명문 부활을 위한 나카우치의 대대적인 투자와 반비례해서, 팀은 후쿠오카 이전 후에도 하위권에서 벗어날 줄을 모르고 초반에는 환영 분위기였던 후쿠오카 시민들의 열기도 점점 식어갔으며 빙그레 이글스가 1989년 시즌 후 전년도 최다 선발승(14선발승) 투수 한희민, 포수 김상국, 같은 해(1989년) 입단한 투수 송진우, 내야수 장종훈 강석천, 투수 한용덕을 해당 팀 추계훈련에 참가시켰고 다음 해에는 이정훈 등이, 1991년에는 양용모 등이, 1992년에는 지연규 지화동 등이 다이에 추계훈련에 참여했는데 이들 중 김상국이 1990년부터 주전포수를 맡았으며 한용덕이 1991년 최다 선발승(16선발승), 장종훈이 1990년부터 3년 연속 홈런왕(타점왕까지 포함하여 2관왕), 이정훈이 1991년부터 2년 연속 타격왕, 송진우가 2001년 5월 10일 두산전 선발승으로 개인통산 6번째 100선발승(좌완으로 치자면 첫 번째)을 달성하는 등 기량이 발전하기도 했다.
다만, 김영덕 감독의 후임으로 한화 이글스 감독에 부임한 사람이자 김 감독과 달리 소위 '미국통'이었던 강병철 감독이 부임하면서 이글스는 일본과의 커넥션이 끊어지기도 했는데 역대 최고인 8연속 10선발승 이상(92~96년 13선발승 97년 14선발승 98년 10선발승 99년 17선발승)을 기록한 정민철과 포크볼의 황제 이상목, 고졸신인으로 들어와 아쉽게 규정타석을 채우지 못했음에도 3할을 치며 팬들의 기대를 한몸에 받은 박지상 (이상 94년)을 끝으로 다이에 캠프 보이들이 대가 끊겼다.
침체가 계속되던 1998년 오릭스와의 동률 3위로 21년 연속 B클래스(하위권을 지칭하는 일본 언론의 표현)를 벗어나자 팀은 상승 분위기를 타기 시작하였고, 마침내 1999년에는 후쿠오카 이전 11년 만에 퍼시픽 리그 우승을 거둔다. 이어 벌어진 일본 시리즈에서도 당시 호시노 센이치 감독이 이끄는 주니치가 우세라는 전문가들의 예상을 뒤엎고 4승 1패의 압도적 전적으로 우승, 강팀으로의 탈바꿈에 성공하게 된다.
하지만, 역설적으로 팀이 강팀으로의 변모에 성공하게 될 무렵부터 일본 경제의 장기 침체의 영향으로 모기업인 다이에는 경영의 난관에 봉착, 구단에 대한 투자는 축소 일로를 걷게 된다. 모기업의 어려움에도 불구하고 1998년부터 시작된 상위권 생활은 계속 이어져 2000년에는 리그 우승, 2003년에는 일본 시리즈 챔피언의 자리에 복귀하며 과거 명문 구단이었던 호크스의 부활에 성공했다.
그러나, 결국 쌓여가는 적자를 견디지 못한 다이에 그룹은 그동안 전개했던 사업을 축소, 결국 구단도 구조조정의 대상에서 벗어나지 못하고 2004년 시즌 종료 직후 손정의 회장의 소프트뱅크에 매각되었다. 2005년 시즌부터는 후쿠오카 소프트뱅크 호크스로 이름을 바꾸게 된다. 소프트뱅크는 구단 인수 후, 다이에 초기시절을 연상케 하는 과감한 투자에 나서 과거 다이에가 10년을 걸쳐서 이룩한 강팀의 면모의 유지, 발전에 진력하고 있다.

## 팀의 특징
난카이 시대
- 1948년의 프랜차이즈제 도입 당시 잠정적으로 한신 고시엔 구장을 본거지로 결정했다. 1950년 9월 12일 오사카 구장이 완성되면서 본거지를 이전했고 1950년 시즌에는 이전까지 사용했던 후지이데라 구장을 이용했다.
- 난카이 시대의 팀 컬러는 녹색.
- 난카이 시대의 텔레비전 야구 중계에 있어서는 난카이 전철이 주요 주주로 있던 마이니치 방송이 1959년에 방송국을 개국할 때 오사카 구장에서 진행되는 전 경기의 독점 중계권을 체결했다. 이 해에는 난카이가 일본 제일을 달성하여 1961년 발행된 마이니치 방송의 역사는 당시를 '일대 히트'라고 표현했다. 이 성공으로 난카이 측은 TV중계의 묘미를 알게 되어 1960년의 계약에서는 인기를 근거로 들며 방영권 비용을 크게 인상시켜 요구했다. 그래서 마이니치 방송 측은 홈의 35경기에 대해서 우선 방송 계약을 체결했다. 하지만 방영권의 상승을 우려한 마이니치 방송은 1961년 난카이와의 협상을 포기하고 TV의 야구 중계 자체를 크게 줄였다(단 마이니치 방송과의 관계는 규모를 대폭 축소시키면서도 다이에에 매각하기 전까지는 함께 했다). 그 이후 도쿄 키국의 발언권이 강해져 간사이 지역에서도 닛폰 TV 방송망 및 기타 주요 키국 계열의 요미우리전 전국 네트워크 중계로 요미우리와 같은 센트럴 리그를 위해 요미우리와 대전하는 한신 타이거스의 경기를 자주 방송했다. 이 때문에 기존에 퍼시픽 리그의 인기가 높았던 간사이에서도 야구 인기가 센트럴 리그로 옮겨가게 되었고, 퍼시픽 리그와 난카이의 인기는 하락하였다. 그 결과로 난카이의 TV중계는 더욱 감소하며 악순환이 계속되었다. 한신에게 일극 집중되면서 어떻게든 한신전 방송을 확보하려는 방송국들의 관심도 옮겨 갔다.
- 팀 성적이 호조로 오사카에서 호크스의 인기가 높았던 시절에도 경영난으로 항상 침체되어 있어 난카이 내에서의 호크스의 입지는 작았다. 일반적으로 철도 회사가 구단을 경영하는 경우에는 한신의 고시엔 구장 및 긴테쓰의 후지이데라 구장이나 세이부의 세이부 돔과 같이 모회사의 철도를 이용해야 하는 곳에 구장을 두고 자사의 철도 이용객 증가에 기여하는 것이 일반적인 방책이지만 난카이는 난바라고 하는 난카이 이외의 철도(긴테쓰나 오사카 지하철 등)를 이용할 수 있어서 매년 적자를 내어 본사가 보전하는 상황이 계속되었다. 당시 전철의 노동 조합에서 임금 인상을 벌일 때마다 "야구에 지원할 돈이 있으면 임금을 인상하라" "빨리 구단을 팔아라"라며 흑자로 전환되지 않는 구단에 대한 강도 높은 비난을 들었다(비슷한 상황은 연선 외부에 생긴 오사카 돔 이전 후의 오사카 긴테쓰 버펄로스에도 나타나고 있었다).

후쿠오카 시대
- 홈구장인 후쿠오카 PayPay 돔은 1루 측은 물론 3루 측의 관중석도 호크스의 팬들이 차지하는 것이 대부분이다. 본거지가 일본에서 가장 서쪽에 위치해 있고 다른 구단의 홈구장과 멀리 떨어져 있어(가장 가까운 히로시마 도요 카프의 구장인 MAZDA Zoom-Zoom 스타디움 히로시마에서 약 250km, 동일 리그인 오릭스 버펄로스의 교세라 돔 오사카와는 약 600km) 다른 팀의 팬들이 찾기 힘들고 현지 팬이 많기 때문이다. 후쿠오카 소프트뱅크 호크스의 주최 경기 1경기의 평균 관중 수는 2012년도 통계를 보면 33,933명으로 퍼시픽 리그에서는 1위이며, 전체로 확대하면 요미우리(40,333명)와 한신(37,886명)에 이은 3위이다. 1993년 이후 관객 동원이 200만 명에 육박하며 후쿠오카 돔(현재의 후쿠오카 야후오쿠! 돔)이 개장한 1993년부터 2012년까지 20년 연속으로 주최 경기의 관중 수는 퍼시픽 리그 1위이다.

## 역대 감독
- 다카스 가즈오(高須一雄, 1938년 ~ 1940년)
- 미타니 하치로(三谷八郎, 1941년 ~ 1942년)
- 가토 기사쿠(加藤喜作, 1942년)〈제1차〉
  - 이와모토 요시유키(岩本義行, 1942년)【감독 대행】
- 다카다 가쓰오(高田勝生, 1943년)
- 가토 기사쿠(加藤喜作, 1943년 ~ 1945년)〈제2차〉
- 쓰루오카 가즈토(鶴岡一人, 본명 야마모토 가즈토[山本一人], 1946년 ~ 1965년)〈제1차〉[15]
  - 가게야마 가즈오(蔭山和夫, 1962년 〈제1차〉)【감독 대행】
- 가게야마 가즈오(蔭山和夫, 1965년)〈제2차〉[16]
- 쓰루오카 가즈토(鶴岡一人, 1966년 ~ 1968년)〈제2차〉
- 이이다 도쿠지(飯田徳治, 1969년)
- 노무라 가쓰야(野村克也, 1970년 ~ 1977년)
  - 아나부키 요시오(穴吹義雄, 1977년 〈제1차〉)【감독 대행】
- 히로세 요시노리(広瀬叔功, 1978년 ~ 1980년)
- 돈 블레이저(Don Blazer, 1981년 ~ 1982년)
- 아나부키 요시오(穴吹義雄, 1983년 ~ 1985년)〈제2차〉
- 스기우라 다다시(杉浦忠, 1986년 ~ 1989년)
- 다부치 고이치(田淵幸一, 1990년 ~ 1992년)
- 네모토 리쿠오(根本陸夫, 1993년 ~ 1994년)
- 오 사다하루(王貞治, 1995년 ~ 2008년)[17]
  - 모리와키 히로시(森脇浩司, 2006년)
- 아키야마 고지(秋山幸二, 2009년 ~ 2014년)
- 구도 기미야스(工藤公康, 2015년 ~ 2021년)
- 후지모토 히로시(藤本博史, 2022년 ~ 2023년)
- 고쿠보 히로키(小久保裕紀, 2024년 ~ )

※ 〈 〉은 재임 차수.

## 연도별 성적
| 연도        | 감독                             | 순위                             | 경기                             | 승리                             | 패전                             | 무승부                           | 승률                             | 승차                             | 타율                             | 홈런                             | 평균자책점                       | 비고                             |
| ----------- | -------------------------------- | -------------------------------- | -------------------------------- | -------------------------------- | -------------------------------- | -------------------------------- | -------------------------------- | -------------------------------- | -------------------------------- | -------------------------------- | -------------------------------- | -------------------------------- |
| 1938년 추계 | 다카스 가즈오                    | 8위                              | 40                               | 11                               | 26                               | 3                                | .297                             | 18                               | .202                             | 5                                | 2.82                             |                                  |
| 1939년      | 다카스 가즈오·미타니 하치로      | 5위                              | 96                               | 40                               | 50                               | 6                                | .444                             | 25                               | .230                             | 15                               | 2.51                             |                                  |
| 1940년      | 다카스 가즈오                    | 8위                              | 105                              | 28                               | 71                               | 6                                | .283                             | 45.5                             | .196                             | 6                                | 2.44                             |                                  |
| 1941년      | 미타니 하치로                    | 4위                              | 84                               | 43                               | 41                               | 0                                | .512                             | 19                               | .195                             | 12                               | 1.82                             |                                  |
| 1942년      | 미타니 하치로·가토 기사쿠        | 6위                              | 105                              | 49                               | 56                               | 0                                | .467                             | 26.5                             | .202                             | 11                               | 1.90                             |                                  |
| 1943년      | 다카다 가쓰오·가토 기사쿠        | 8위                              | 84                               | 26                               | 56                               | 2                                | .317                             | 28.5                             | .184                             | 6                                | 2.48                             |                                  |
| 1944년      | 가토 기사쿠                      | 6위                              | 35                               | 11                               | 23                               | 1                                | .324                             | 16.5                             | .201                             | 3                                | 2.09                             |                                  |
| 1945년      | 제2차 세계 대전에 의한 경기 중단 | 제2차 세계 대전에 의한 경기 중단 | 제2차 세계 대전에 의한 경기 중단 | 제2차 세계 대전에 의한 경기 중단 | 제2차 세계 대전에 의한 경기 중단 | 제2차 세계 대전에 의한 경기 중단 | 제2차 세계 대전에 의한 경기 중단 | 제2차 세계 대전에 의한 경기 중단 | 제2차 세계 대전에 의한 경기 중단 | 제2차 세계 대전에 의한 경기 중단 | 제2차 세계 대전에 의한 경기 중단 | 제2차 세계 대전에 의한 경기 중단 |
| 1946년      | 야마모토 가즈토                  | 1위                              | 105                              | 65                               | 38                               | 2                                | .631                             | -                                | .273                             | 24                               | 3.08                             |                                  |
| 1947년      | 야마모토 가즈토                  | 3위                              | 119                              | 59                               | 55                               | 5                                | .518                             | 19                               | .231                             | 24                               | 2.39                             |                                  |
| 1948년      | 야마모토 가즈토                  | 1위                              | 140                              | 87                               | 49                               | 4                                | .640                             | -                                | .255                             | 45                               | 2.18                             |                                  |
| 1949년      | 야마모토 가즈토                  | 4위                              | 135                              | 67                               | 67                               | 1                                | .500                             | 18.5                             | .270                             | 90                               | 3.95                             |                                  |
| 1950년      | 야마모토 가즈토                  | 2위                              | 120                              | 66                               | 49                               | 5                                | .574                             | 15                               | .279                             | 88                               | 3.38                             |                                  |
| 1951년      | 야마모토 가즈토                  | 1위                              | 104                              | 72                               | 24                               | 8                                | .750                             | -                                | .276                             | 48                               | 2.40                             |                                  |
| 1952년      | 야마모토 가즈토                  | 1위                              | 121                              | 76                               | 44                               | 1                                | .633                             | -                                | .268                             | 83                               | 2.84                             |                                  |
| 1953년      | 야마모토 가즈토                  | 1위                              | 120                              | 71                               | 48                               | 1                                | .597                             | -                                | .265                             | 61                               | 3.02                             |                                  |
| 1954년      | 야마모토 가즈토                  | 2위                              | 140                              | 91                               | 49                               | 0                                | .650                             | 0.5                              | .250                             | 82                               | 2.50                             |                                  |
| 1955년      | 야마모토 가즈토                  | 1위                              | 143                              | 99                               | 41                               | 3                                | .707                             | -                                | .249                             | 90                               | 2.61                             |                                  |
| 1956년      | 야마모토 가즈토                  | 2위                              | 154                              | 96                               | 52                               | 6                                | .643                             | 0.5                              | .250                             | 68                               | 2.23                             |                                  |
| 1957년      | 야마모토 가즈토                  | 2위                              | 132                              | 78                               | 53                               | 1                                | .595                             | 7                                | .252                             | 98                               | 2.68                             |                                  |
| 1958년      | 야마모토 가즈토                  | 2위                              | 130                              | 77                               | 48                               | 5                                | .612                             | 1                                | .248                             | 93                               | 2.53                             |                                  |
| 1959년      | 쓰루오카 가즈토                  | 1위                              | 134                              | 88                               | 42                               | 4                                | .677                             | -                                | .265                             | 90                               | 2.44                             |                                  |
| 1960년      | 쓰루오카 가즈토                  | 2위                              | 136                              | 78                               | 52                               | 6                                | .600                             | 4                                | .247                             | 103                              | 2.88                             |                                  |
| 1961년      | 쓰루오카 가즈토                  | 1위                              | 140                              | 85                               | 49                               | 6                                | .629                             | -                                | .262                             | 117                              | 2.96                             |                                  |
| 1962년      | 쓰루오카 가즈토                  | 2위                              | 133                              | 73                               | 57                               | 3                                | .562                             | 5                                | .253                             | 119                              | 3.27                             |                                  |
| 1963년      | 쓰루오카 가즈토                  | 2위                              | 150                              | 85                               | 61                               | 4                                | .582                             | 1                                | .256                             | 184                              | 2.70                             |                                  |
| 1964년      | 쓰루오카 가즈토                  | 1위                              | 150                              | 84                               | 63                               | 3                                | .571                             | -                                | .259                             | 144                              | 3.12                             |                                  |
| 1965년      | 쓰루오카 가즈토                  | 1위                              | 140                              | 88                               | 49                               | 3                                | .642                             | -                                | .255                             | 153                              | 2.80                             |                                  |
| 1966년      | 쓰루오카 가즈토                  | 1위                              | 133                              | 79                               | 51                               | 3                                | .608                             | -                                | .245                             | 108                              | 2.59                             |                                  |
| 1967년      | 쓰루오카 가즈토                  | 4위                              | 133                              | 64                               | 66                               | 3                                | .492                             | 11                               | .235                             | 108                              | 3.04                             |                                  |
| 1968년      | 쓰루오카 가즈토                  | 2위                              | 136                              | 79                               | 51                               | 6                                | .608                             | 1                                | .243                             | 127                              | 2.92                             |                                  |
| 1969년      | 이이다 도쿠지                    | 6위                              | 130                              | 50                               | 76                               | 4                                | .397                             | 26                               | .241                             | 85                               | 3.56                             |                                  |
| 1970년      | 노무라 가쓰야                    | 2위                              | 130                              | 69                               | 57                               | 4                                | .548                             | 10.5                             | .255                             | 147                              | 3.43                             |                                  |
| 1971년      | 노무라 가쓰야                    | 4위                              | 130                              | 61                               | 65                               | 4                                | .484                             | 22.5                             | .260                             | 156                              | 4.27                             |                                  |
| 1972년      | 노무라 가쓰야                    | 3위                              | 130                              | 65                               | 61                               | 4                                | .516                             | 14                               | .253                             | 133                              | 3.48                             |                                  |
| 1973년      | 노무라 가쓰야                    | 1위                              | 130                              | 68                               | 58                               | 4                                | .540                             | (1)(3)                           | .260                             | 113                              | 3.35                             | 전기 1위, 후기 3위               |
| 1974년      | 노무라 가쓰야                    | 3위                              | 130                              | 59                               | 55                               | 16                               | .518                             | (4)(2)                           | .246                             | 124                              | 3.06                             | 전기 4위, 후기 2위               |
| 1975년      | 노무라 가쓰야                    | 5위                              | 130                              | 57                               | 65                               | 8                                | .467                             | (5)(3)                           | .246                             | 102                              | 2.98                             | 전기 5위, 후기 3위               |
| 1976년      | 노무라 가쓰야                    | 2위                              | 130                              | 71                               | 56                               | 3                                | .559                             | (2)(2)                           | .259                             | 97                               | 2.91                             | 전기 2위, 후기 2위               |
| 1977년      | 노무라 가쓰야                    | 2위                              | 130                              | 63                               | 55                               | 12                               | .534                             | (2)(3)                           | .250                             | 108                              | 3.15                             | 전기 2위, 후기 3위               |
| 1978년      | 히로세 요시노리                  | 6위                              | 130                              | 42                               | 77                               | 11                               | .353                             | (6)(6)                           | .239                             | 78                               | 4.01                             | 전기 6위, 후기 6위               |
| 1979년      | 히로세 요시노리                  | 5위                              | 130                              | 46                               | 73                               | 11                               | .387                             | (5)(6)                           | .276                             | 125                              | 4.86                             | 전기 5위, 후기 6위               |
| 1980년      | 히로세 요시노리                  | 6위                              | 130                              | 48                               | 77                               | 5                                | .384                             | (5)(6)                           | .274                             | 183                              | 5.63                             | 전기 5위, 후기 6위               |
| 1981년      | 돈 블레이저                      | 5위                              | 130                              | 53                               | 65                               | 12                               | .449                             | (5)(6)                           | .273                             | 128                              | 4.37                             | 전기 5위, 후기 6위               |
| 1982년      | 돈 블레이저                      | 6위                              | 130                              | 53                               | 71                               | 6                                | .427                             | (5)(6)                           | .255                             | 90                               | 4.05                             | 전기 5위, 후기 6위               |
| 1983년      | 아나부키 요시오                  | 5위                              | 130                              | 52                               | 69                               | 9                                | .430                             | 31.5                             | .268                             | 128                              | 4.75                             |                                  |
| 1984년      | 아나부키 요시오                  | 5위                              | 130                              | 53                               | 65                               | 12                               | .449                             | 21                               | .269                             | 159                              | 4.89                             |                                  |
| 1985년      | 아나부키 요시오                  | 6위                              | 130                              | 44                               | 76                               | 10                               | .367                             | 33                               | .260                             | 149                              | 5.05                             |                                  |
| 1986년      | 스기우라 다다시                  | 6위                              | 130                              | 49                               | 73                               | 8                                | .402                             | 21.5                             | .251                             | 136                              | 4.46                             |                                  |
| 1987년      | 스기우라 다다시                  | 4위                              | 130                              | 57                               | 63                               | 10                               | .475                             | 16                               | .261                             | 132                              | 3.86                             |                                  |
| 1988년      | 스기우라 다다시                  | 5위                              | 130                              | 58                               | 71                               | 1                                | .450                             | 17.5                             | .267                             | 162                              | 4.07                             |                                  |
| 1989년      | 스기우라 다다시                  | 4위                              | 130                              | 59                               | 64                               | 7                                | .480                             | 11                               | .257                             | 166                              | 4.74                             |                                  |
| 1990년      | 다부치 고이치                    | 6위                              | 130                              | 41                               | 85                               | 4                                | .325                             | 40                               | .251                             | 116                              | 5.56                             |                                  |
| 1991년      | 다부치 고이치                    | 5위                              | 130                              | 53                               | 73                               | 4                                | .421                             | 29                               | .253                             | 152                              | 4.74                             |                                  |
| 1992년      | 다부치 고이치                    | 4위                              | 130                              | 57                               | 72                               | 1                                | .442                             | 24                               | .258                             | 139                              | 4.60                             |                                  |
| 1993년      | 네모토 리쿠오                    | 6위                              | 130                              | 45                               | 80                               | 5                                | .360                             | 28                               | .246                             | 75                               | 4.22                             |                                  |
| 1994년      | 네모토 리쿠오                    | 4위                              | 130                              | 69                               | 60                               | 1                                | .535                             | 7.5                              | .275                             | 132                              | 4.10                             |                                  |
| 1995년      | 오 사다하루                      | 5위                              | 130                              | 54                               | 72                               | 4                                | .429                             | 26.5                             | .259                             | 94                               | 4.16                             |                                  |
| 1996년      | 오 사다하루                      | 6위                              | 130                              | 54                               | 74                               | 2                                | .422                             | 22                               | .263                             | 97                               | 4.04                             |                                  |
| 1997년      | 오 사다하루                      | 4위                              | 135                              | 63                               | 71                               | 1                                | .470                             | 14                               | .264                             | 132                              | 4.26                             |                                  |
| 1998년      | 오 사다하루                      | 3위                              | 135                              | 67                               | 67                               | 1                                | .500                             | 4.5                              | .264                             | 100                              | 4.02                             |                                  |
| 1999년      | 오 사다하루                      | 1위                              | 135                              | 78                               | 54                               | 3                                | .591                             | -                                | .257                             | 140                              | 3.65                             |                                  |
| 2000년      | 오 사다하루                      | 1위                              | 135                              | 73                               | 60                               | 2                                | .549                             | -                                | .268                             | 129                              | 4.03                             |                                  |
| 2001년      | 오 사다하루                      | 2위                              | 140                              | 76                               | 63                               | 1                                | .547                             | 2.5                              | .273                             | 203                              | 4.49                             |                                  |
| 2002년      | 오 사다하루                      | 2위                              | 140                              | 73                               | 65                               | 2                                | .529                             | 16.5                             | .267                             | 160                              | 3.86                             |                                  |
| 2003년      | 오 사다하루                      | 1위                              | 140                              | 82                               | 55                               | 3                                | .599                             | -                                | .297                             | 154                              | 3.94                             |                                  |
| 2004년      | 오 사다하루                      | 2위                              | 133                              | 77                               | 52                               | 4                                | .597                             |                                  | .292                             | 183                              | 4.58                             |                                  |
| 2005년      | 오 사다하루                      | 2위                              | 136                              | 89                               | 45                               | 2                                | .664                             |                                  | .281                             | 172                              | 3.46                             |                                  |
| 2006년      | 오 사다하루                      | 3위                              | 136                              | 75                               | 56                               | 5                                | .573                             |                                  | .259                             | 82                               | 3.13                             |                                  |
| 2007년      | 오 사다하루                      | 3위                              | 144                              | 73                               | 66                               | 5                                | .525                             | 6                                | .267                             | 106                              | 3.18                             |                                  |
| 2008년      | 오 사다하루                      | 6위                              | 144                              | 64                               | 77                               | 3                                | .454                             | 12.5                             | .265                             | 99                               | 4.05                             |                                  |
| 2009년      | 아키야마 고지                    | 3위                              | 144                              | 74                               | 65                               | 5                                | .532                             | 6.5                              | .263                             | 129                              | 3.69                             |                                  |
| 2010년      | 아키야마 고지                    | 1위                              | 144                              | 76                               | 63                               | 5                                | .547                             | -                                | .267                             | 134                              | 3.89                             |                                  |
| 2011년      | 아키야마 고지                    | 1위                              | 144                              | 88                               | 46                               | 10                               | .657                             | -                                | .267                             | 90                               | 2.32                             |                                  |
| 2012년      | 아키야마 고지                    | 3위                              | 144                              | 67                               | 65                               | 12                               | .508                             | 6.5                              | .252                             | 70                               | 2.56                             |                                  |
| 2013년      | 아키야마 고지                    | 4위                              | 144                              | 73                               | 69                               | 2                                | .514                             | 9.5                              | .274                             | 125                              | 3.56                             |                                  |
| 2014년      | 아키야마 고지                    | 1위                              | 144                              | 78                               | 60                               | 6                                | .565                             | -                                | .280                             | 95                               | 3.25                             |                                  |
| 2015년      | 구도 기미야스                    | 1위                              | 143                              | 90                               | 49                               | 4                                | .647                             | -                                | .267                             | 141                              | 3.16                             |                                  |
| 2016년      | 구도 기미야스                    | 2위                              | 143                              | 83                               | 54                               | 6                                | .606                             | 2.5                              | .261                             | 114                              | 3.09                             |                                  |
| 2017년      | 구도 기미야스                    | 1위                              | 143                              | 94                               | 49                               | 0                                | .657                             | -                                | .259                             | 164                              | 3.22                             |                                  |
| 2018년      | 구도 기미야스                    | 2위                              | 143                              | 82                               | 60                               | 1                                | .577                             | 6.5                              | .266                             | 202                              | 3.90                             |                                  |
| 2019년      | 구도 기미야스                    | 2위                              | 143                              | 76                               | 62                               | 5                                | .551                             | 2                                | .251                             | 183                              | 3.63                             |                                  |
| 2020년      | 구도 기미야스                    | 1위                              | 120                              | 73                               | 42                               | 5                                | .635                             | -                                | .249                             | 126                              | 2.92                             |                                  |
| 2021년      | 구도 기미야스                    | 4위                              | 143                              | 60                               | 62                               | 21                               | .492                             | 8.5                              | .247                             | 132                              | 3.25                             |                                  |
| 2022년      | 후지모토 히로시                  | 2위                              | 143                              | 76                               | 65                               | 2                                | .539                             | 0                                | .255                             | 108                              | 3.07                             |                                  |
| 2023년      | 후지모토 히로시                  | 3위                              | 143                              | 71                               | 69                               | 3                                | .507                             | 15.5                             | .248                             | 104                              | 3.27                             |                                  |

- 2023년 시즌 종료 기준, 순위에서 굵은 글씨는 일본 시리즈 우승.
- 통산 성적 : 5616승 402무 5000패(승률 .529)

## 구단 기록

### 경기·승패·승률에 관한 기록
- 리그 우승 : 22회

1950부터 현재까지의 팀 순위, 붉은점은 일본 시리즈 우승을 나타냄

  - 단일 리그 시대 : 2회(1946년, 1948년)
  - 양대 리그제 이후 : 20회(1951년 ~ 1953년, 1955년, 1959년, 1961년, 1964년 ~ 1966년, 1973년, 1999년 ~ 2000년, 2003년, 2010년 ~ 2011년, 2014년 ~ 2015년, 2017년, 2020년, 2024년)[18]
- 일본 시리즈 우승 : 11회

(1959년, 1964년, 1999년, 2003년, 2011년, 2014년, 2015년, 2017년 ~ 2020년)
- 클라이맥스 시리즈 우승 : 7회

(2011년, 2014년, 2015년, 2017년 ~ 2020년)
- 센트럴·퍼시픽 교류전 우승·최고 승률 : 8회(2015년부터 2018년까지는 최고 승률)

(2008년, 2009년, 2011년, 2013년, 2015년 ~ 2017년, 2019년)
- A클래스 : 53회
  - 단일 리그 시대 : 5회(1941년, 1946년 ~ 1949년)
  - 양대 리그제 이후 : 48회(1950년 ~ 1966년, 1968년, 1970년, 1972년 ~ 1974년, 1976년 ~ 1977년, 1998년 ~ 2007년, 2009년 ~ 2012년, 2014년 ~ 2020년, 2022년 ~ 2024년)[19]
- B클래스 : 33회
  - 단일 리그 시대 : 7회(1938년 추계 ~ 1940년, 1942년 ~ 1944년)
  - 양대 리그제 이후 : 27회(1967년, 1969년, 1971년, 1975년, 1978년 ~ 1997년, 2008년, 2013년, 2021년)
- 연속 A클래스 진입 최장 기록 : 21년(1946년 ~ 1966년)
- 연속 B클래스 최장 기록 : 20년(1978년 ~ 1997년) ※일본 프로 야구 기록.
- 최다 승리 : 99승(1955년)
- 최다 패전 : 85패(1990년)
- 최다 무승부 : 16무(1974년)
- 최고 승률 : .750(1951년)
- 최저 승률 : .283(1940년)
- 최다 연승 : 18연승(1954년)
- 최다 연패 : 15연패(1969년)

1. 2004년과 2005년 플레이오프에서는 정규 시즌 우승으로 제2 스테이지에 진출(5경기차 이상으로 1승의 어드벤티지를 얻을 수 있게 되었지만, 2004년과 2005년 모두 4.5경기차로 어드벤티지 없이 경기를 치르게 되었다)했는데 2004년은 세이부, 2005년은 지바 롯데에게 모두 2승 3패의 성적을 기록하면서 패했다. 당시의 플레이오프의 규정에 의해 2004년과 2005년 모두 최종 성적은 2위가 되었다.
2. 2006년 플레이오프에서는 정규 시즌 3위를 차지한 것에 의해 제1 스테이지에 출전했다. 정규 시즌 2위팀인 세이부를 누르고(2승 1패) 제2 스테이지에 진출했지만 그 해 2004년과 2005년에 2년 연속으로 정규 시즌 우승 팀(호크스)이 패했기 때문에 제도가 변경되면서 승차에 관계없이 무조건 1위 팀에게 어드벤티지 1승이 주어진 적도 있어 시즌 1위 팀인 닛폰햄에게 2연패를 당했다.
3. 2007년에는 리그 3위를 차지하면서 그 해부터는 센트럴 리그에서도 플레이오프제를 도입해 명칭이 변경된 클라이맥스 시리즈 제1 스테이지에 출전, 지바 롯데에게 1승 2패로 패했다(2007년부터 정규 시즌 1위팀이 리그 우승이 되면서 클라이맥스 시리즈 자체가 일본 시리즈 출전권을 놓고 대결하는 경기로 발전했다).

### 그 외의 기록
- 최소 경기차 : 0경기차(2010년)
- 최대 경기차 : 45.5경기차(1940년)
- 최고 득점 : 822득점(2003년)
- 최다 안타 : 1461개(2003년)
- 최다 홈런 : 203개(2001년)
- 최소 홈런 : 3개(1944년)
- 최고 타율 : .297(2003년) ※프로 야구 기록.
- 최저 타율 : .184(1943년)
- 최고 평균자책점 : 1.82(1941년)
- 최저 평균자책점 : 5.63(1980년)
- 전체 11개 구단을 상대해 승리하여 완전 우승(2011년) ※프로 야구 기록.

## 역대 홈구장
- 사카이 오하마 구장(1938년 ~ 1939년)
- 나카모즈 구장(1939년 ~ 1947년)
- 한신 고시엔 구장(1948년 ~ 1950년)
- 오사카 구장(1950년 ~ 1988년)
- 헤이와다이 구장(1989년 ~ 1992년)
- 후쿠오카 돔(現 명칭 : 후쿠오카 Pay Pay 돔, 1993년 ~ )